# 하비에르 바에스
에드넬 하비에르 바에스(Ednel Javier Báez, 1992년 12월 1일 ~ )는 푸에르토리코의 야구 선수로, 메이저 리그에 소속되어 있는 디트로이트 타이거스의 내야수이다.